# Chinadeporaus minuroides
Chinadeporaus minuroides is een keversoort uit de familie Rhynchitidae. De wetenschappelijke naam van de soort is voor het eerst geldig gepubliceerd in 1958 door Voss.